# Dwain Chambers
Dwain Anthony Chambers (ur. 5 kwietnia 1978 w Londynie) – brytyjski lekkoatleta (sprinter), który w czasie zawieszenia (przyłapany na dopingu) kontynuował karierę sportową jako zawodnik futbolu amerykańskiego w lidze NFL Europa w zespole Hamburg Sea Devils. Po upływie kary Chambers powrócił do lekkiej atletyki zostając halowym wicemistrzem świata na 60m z czasem 6,51.
Dwukrotny uczestnik igrzysk olimpijskich (2000, 2012).

## Kariera lekkoatletyczna
Jako junior Chambers trenował pod okiem Dana Parksa. W 1995 roku zdobył złoto w kategorii juniorów. Dwa lata później został rekordzistą Europy juniorów. Na Mistrzostwach Świata z 1999 roku Chambers zdobył brązowy medal, a w 2002 roku wyrównał rekord Europy na 100 m należący do jego rodaka Linford Christiea.
Srebrny medalista (wspólnie z reprezentantem Saint Kitts i Nevis Kimem Collinsem) halowych mistrzostw świata z Walencji w biegu na 60 m. W 2002 roku wygrał plebiscyt European Athlete of the Year Trophy.
Przyznał się do stosowania dopingu, przez co był zawieszony przez dwa lata (2003-2005). Brytyjski Komitet Olimpijski skazał zawodnika na dożywotnią banicję, która dotyczyć miała startów Chambersa we wszystkich zawodach rangi olimpijskiej. W 2012 roku Światowa Agencja Antydopingowa (WADA), cofnęła jednak wyrok BOA zezwalając na start Brytyjczyka w Londynie. Spór na linii WADA - BOA rozstrzygnięty został przez Trybunał Arbitrażowy, który przyznał rację instytucji międzynarodowej.
Podczas Halowych Mistrzostw Europy w Turynie ustanowił rekord mistrzostw i Europy już w półfinale (6,42). W roku 2010 został halowym mistrzem świata w sprincie na 60 metrów.